# Bror Nernst
Bror Otto Fredrik Nernst, född 10 oktober 1896 i Gävle, död 2 juni 1927, var en svensk skådespelare.

## Filmografi
- 1921 – Cirkus Bimbini

## Teater

### Roller (ej komplett)
| År   | Roll                  | Produktion                                                  | Regi                    | Teater                   |
| ---- | --------------------- | ----------------------------------------------------------- | ----------------------- | ------------------------ |
| 1920 | Andre poliskonstapeln | Låt oss skiljas Victorien Sardou och Émile de Najac         | Karl Hedberg            | Dramaten                 |
| 1921 | Sebastian             | Trettondagsafton eller Vad ni vill William Shakespeare      | Gustaf Linden           | Helsingborgs stadsteater |
| 1921 | Otto                  | Marie Arndt Elsa Bernstein                                  | Rudolf Wendbladh        | Helsingborgs stadsteater |
| 1921 | Lorenzo               | Otrogen Roberto Bracco                                      | Rudolf Wendbladh        | Helsingborgs stadsteater |
| 1921 | Bengt                 | Min ska du bli! Ernst Fastbom                               | Robert Johnson          | Helsingborgs stadsteater |
| 1921 | Jean                  | Hemkomsten Robert de Flers och Francis de Croisset          | Rudolf Wendbladh        | Helsingborgs stadsteater |
| 1921 | Fritz Garnell         | Spanska flugan Franz Arnold och Ernst Bach                  | Rudolf Wendbladh        | Helsingborgs stadsteater |
| 1922 | Tom                   | Flickan i bilen Wilson Collison och Avery Hopwood           | Rudolf Wendbladh        | Helsingborgs stadsteater |
| 1922 | En officer            | Hjältar George Bernard Shaw                                 | Rudolf Wendbladh        | Helsingborgs stadsteater |
| 1922 | Maurice               | Min far hade rätt! Sacha Guitry                             | Rudolf Wendbladh        | Helsingborgs stadsteater |
| 1922 | Haakon                | När det unga vinet blommar Bjørnstjerne Bjørnson            | Ragnar Hyltén-Cavallius | Helsingborgs stadsteater |
| 1922 | En ironisk man        | Pygmalion George Bernard Shaw                               | Ragnar Hyltén-Cavallius | Helsingborgs stadsteater |
| 1922 | Norbert               | Hotellråttan Paul Armont och Marcel Gerbidon                | Rudolf Wendbladh        | Helsingborgs stadsteater |
| 1922 | En inspicient         | Den stora scenen Arthur Schnitzler                          | Rudolf Wendbladh        | Helsingborgs stadsteater |
| 1922 | Kandidat Bjerne       | Sin pappas dotter Sören Gille                               | Rudolf Wendbladh        | Helsingborgs stadsteater |
| 1922 | Fernbom               | Gurli Henrik Christiernsson                                 | Ragnar Hyltén-Cavallius | Helsingborgs stadsteater |
| 1923 | Petter                | Hattmakarens bal Hjalmar Peters                             | Ragnar Hyltén-Cavallius | Helsingborgs stadsteater |
| 1923 | José                  | Socorros inackorderingar Miguel Ramos Carrión och Vital Aza | Ragnar Hyltén-Cavallius | Helsingborgs stadsteater |
| 1923 | Baron von Metzing     | Gamla Heidelberg Wilhelm Meyer-Förster                      | Ragnar Hyltén-Cavallius | Helsingborgs stadsteater |
| 1923 | Jack Torrence         | Komprometterad Frances Nordstrom                            | Ragnar Hyltén-Cavallius | Helsingborgs stadsteater |